# Giurdignano
Giurdignano è un comune italiano di 1 944 abitanti della provincia di Lecce in Puglia.
Situato nel Salento orientale, a ridosso del Capo d'Otranto, possiede una delle più grandi concentrazioni di dolmen e menhir d'Italia ed è per questo conosciuto come il giardino megalitico d'Italia.

## Geografia fisica

### Territorio
Il territorio del comune di Giurdignano, che si estende su una superficie di 13,75 km², dista 45 km da Lecce, in direzione sud-est, ed è posto in prossimità del Capo d'Otranto, il punto più orientale d'Italia.
Il territorio risulta compreso tra i 29 e i 97 m s.l.m. con un'escursione altimetrica complessiva pari a 68 m. Confina a nord con il comune di Otranto, a est con il comune di Uggiano la Chiesa, a sud con il comune di Minervino di Lecce, a ovest con i comuni di Giuggianello e Palmariggi.
- Classificazione sismica: zona 4 (sismicità molto bassa), Ordinanza PCM n. 3274 del 20/03/2003

### Clima
Dal punto di vista meteorologico Giurdignano rientra nel territorio del Salento meridionale che presenta un clima prettamente mediterraneo, con inverni miti ed estati caldo umide. In base alle medie di riferimento, la temperatura media del mese più freddo, gennaio, si attesta attorno ai +16,59 °C, mentre quella del mese più caldo, agosto, si aggira sui +28,6 °C. Le precipitazioni medie annue, che si aggirano intorno ai 274 mm, presentano un minimo in autunno-inverno ed un picco in primavera-estate.
Facendo riferimento alla ventosità, i comuni del basso Salento risentono debolmente delle correnti occidentali grazie alla protezione determinata dalle serre salentine che creano un sistema a scudo. Al contrario le correnti autunnali e invernali da Sud-Est, favoriscono in parte l'incremento delle precipitazioni, in questo periodo, rispetto al resto della penisola.
| Giurdignano                | Mesi | Mesi | Mesi | Mesi | Mesi | Mesi | Mesi | Mesi | Mesi | Mesi | Mesi | Mesi | Stagioni | Stagioni | Stagioni | Stagioni | Anno |
| Giurdignano                | Gen  | Feb  | Mar  | Apr  | Mag  | Giu  | Lug  | Ago  | Set  | Ott  | Nov  | Dic  | Inv      | Pri      | Est      | Aut      | Anno |
| -------------------------- | ---- | ---- | ---- | ---- | ---- | ---- | ---- | ---- | ---- | ---- | ---- | ---- | -------- | -------- | -------- | -------- | ---- |
| T. max. media (°C)         | 17,0 | 16,7 | 18,8 | 23,6 | 26,9 | 29,1 | 32,5 | 33,1 | 31,9 | 28,0 | 23,7 | 18,5 | 17,4     | 23,1     | 31,6     | 27,9     | 25,0 |
| T. min. media (°C)         | 16,0 | 16,5 | 17,0 | 17,7 | 19,9 | 21,4 | 23,3 | 24,1 | 24,0 | 22,6 | 20,7 | 16,3 | 16,3     | 18,2     | 22,9     | 22,4     | 20,0 |
| Precipitazioni (mm)        | 19   | 22   | 23   | 24   | 23   | 26   | 29   | 26   | 29   | 21   | 18   | 14   | 55       | 70       | 81       | 68       | 274  |
| Umidità relativa media (%) | 79,0 | 78,9 | 78,6 | 77,8 | 75,7 | 71,1 | 68,4 | 70,2 | 75,4 | 79,3 | 80,8 | 80,4 | 79,4     | 77,4     | 69,9     | 78,5     | 76,3 |

- Classificazione climatica di Giurdignano:[6]
  - Zona climatica: C
  - Gradi giorno: 1190

## Origini del nome
Il toponimo potrebbe essere di origine messapica; il termine era usato nel canto della guerra che le popolazioni intonavano prima delle battaglie, durante la preparazione del combattimento. Potrebbe derivare anche da un nome di persona latino non ben identificato, segno questo della dominazione romana del territorio. Inoltre, potrebbe trovare la sua radice nella parola latina junctus che significa unito, stretto.

## Storia
Il territorio fu abitato sin dall'età del bronzo come testimoniano i numerosi monumenti megalitici sparsi nell'abitato e nelle campagne circostanti. Il centro fu anticamente un castello di Otranto ed ospitò un quartiere d'inverno dell'esercito romano. Segni della presenza romana a Giurdignano sono i resti di una necropoli di età imperiale del II-III secolo d.C. Con la dominazione bizantina del Salento, fu frequentata dai basiliani che introdussero il rito greco.
Con i Normanni, Tancredi d'Altavilla concesse il feudo a Niccolò De Noha. Nella prima meta del XIII sec. il feudo fa parte della dote maritale di Riccarda da Giurdignano che va in moglie a Glicerio di Matino. Nel 1269 alla morte di Glicerio, il feudo andrà all'angioino Anselin de Toucy, cugino di Carlo I d'Angiò, avendo sposato una figlia di Glicerio e Riccarda, Sibilia. Il De Toucy mori nel 1273 senza lasciare eredi. Il feudo passò quindi alla Regia Corte fin quando Filippo I d'Angiò lo consegnò a Giacomo Pipino, suo medico personale, al quale succedette Guidone Sambiasi. In seguito furono feudatarie le famiglie Santacroce e Venturi.
Nel 1439 Giovanni Antonio Orsini Del Balzo cedette il feudo, sottratto ai Venturi, a Margherita Dell'Acaya che lo comprò in qualità di tutrice del figlio Buzio De Noha. Fra il XVI secolo e il XVII secolo passò ai Rondachi, ai Matino, ai Santabarbara, ai Vignes (Baroni di Pisignano) e ai Prototico. Maddalena Prototico sposò il barone Carlo Alfarano Capece al quale portò in dote il feudo. Benedetto Alfarano Capece, che successe nel 1793 al padre Francesco, fu l'ultimo feudatario di Gurdignano che lo mantenne fino all'eversione della feudalità nel 1806.

### Simboli
Lo stemma e il gonfalone sono stati concessi con decreto del presidente della Repubblica del 20 febbraio 1996.
Stemma
Gonfalone

## Monumenti e luoghi d'interesse

### Architetture religiose

#### Chiesa madre della Trasfigurazione del Signore

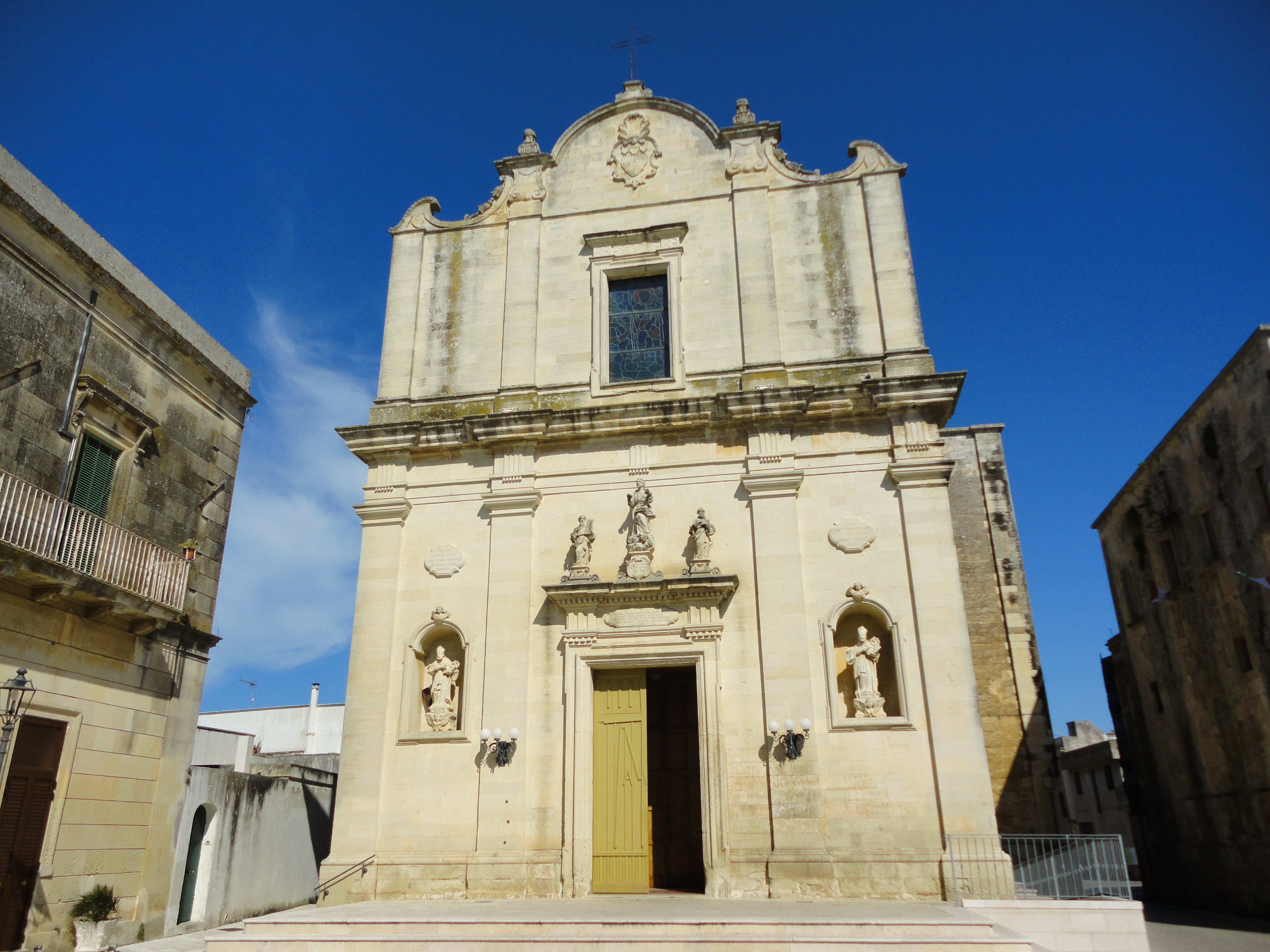
Chiesa madre

La chiesa madre della Trasfigurazione del Signore sorge sui resti di due strutture più antiche dedicate a San Salvatore. L'attuale edificio fu costruito fra il 1756 e il 1763 e fu intitolato inizialmente a san Rocco il quale, secondo i racconti popolari, salvò Giurdignano dalla peste del XVII secolo.
Presenta una sobria facciata, divisa in due ordini da un'aggettante trabeazione. Il primo ordine, spartito in tre zone da lesene, è caratterizzato da un portale d'ingresso sormontato da tre statue, e da due nicchie laterali contenenti le statue di sant'Ambrogio e di sant'Agostino. Il secondo ordine presenta una finestra centrale e termina con un frontone curvilineo.
L'interno, a croce latina con una sola navata, si distingue per l'esuberanza barocca degli stucchi e degli arredi. Nelle brevi cappelle della navata e nel transetto sono custoditi pregevoli altari e statue in cartapesta e in legno. Nell'area absidale, delimitata da una balaustra, è ospitato l'altare maggiore in pietra leccese finemente scolpito. Consistente è la quadreria conservata. Le tele più importanti sono quelle raffiguranti la Madonna del Rosario attribuita a Giandomenico Catalano, l'Immacolata Concezione di Oronzo Tiso e il sant'Antonio da Padova del pittore ruffanese Saverio Lillo.

#### Chiesa della Madonna del Rosario
La chiesa della Madonna del Rosario sorge sui resti della trecentesca chiesa della Madonna delle Grazie. Ricostruita negli anni cinquanta del Novecento, dopo i crolli subiti nella prima metà del XX secolo, fu ristrutturata stilisticamente in occasione del Giubileo del 2000 e venne riconsegnato al culto nel 2001, dopo tre anni di lavori. All'interno si conserva una statua in cartapesta della Madonna del Rosario e una seicentesca statua lapidea di sant'Antonio da Padova. 

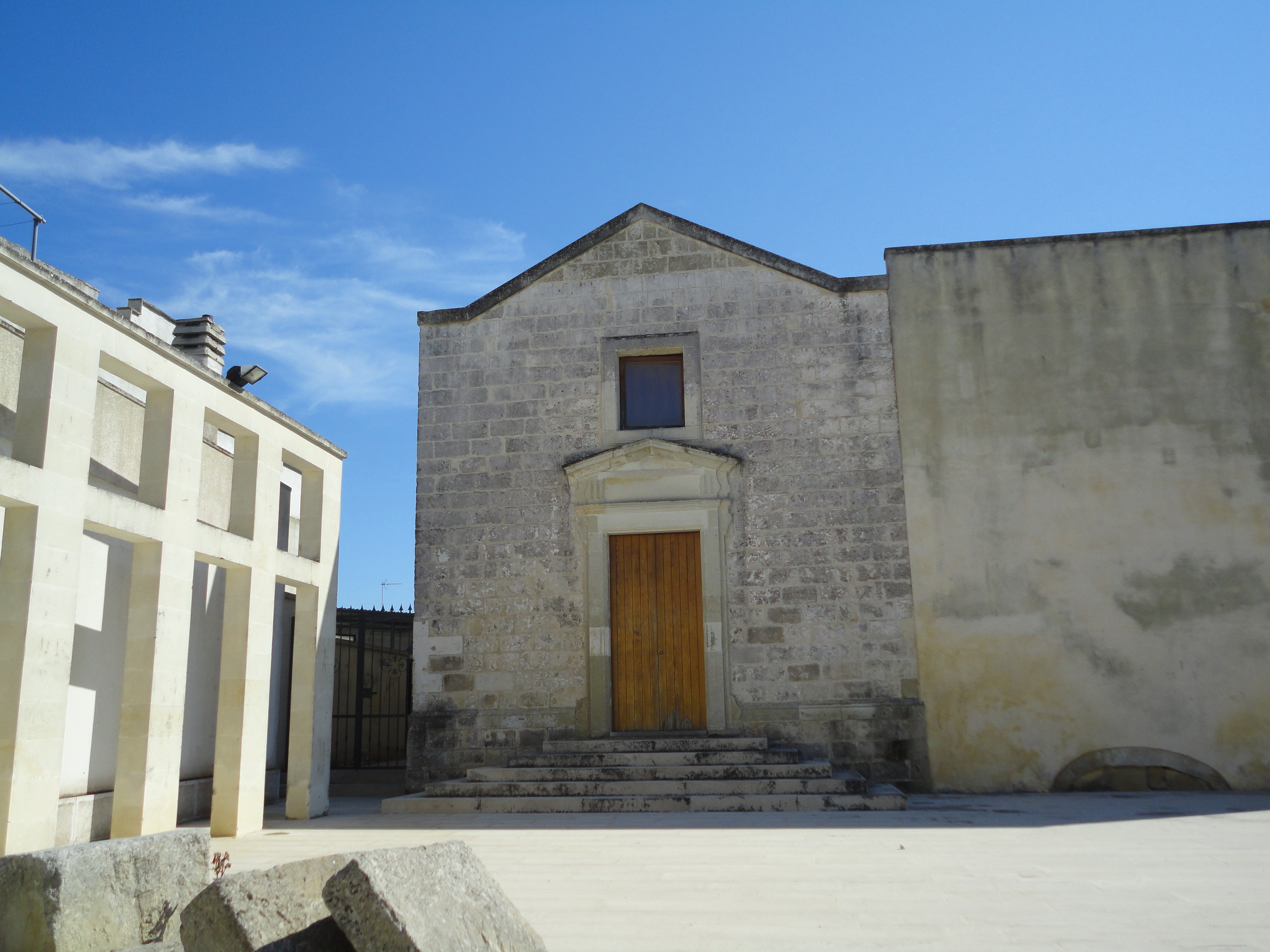
Esterno cripta di san Salvatore

#### Cripta di San Salvatore
La cripta di san Salvatore risale all'VIII-X secolo. Scavata interamente nel banco tufaceo, è impostata su una pianta a tre navate con absidi circolari e iconostasi. I quattro pilastri centrali quadrilobati dividono l'invaso in nove campate riconoscibili anche per la diversa forma delle coperture. Il soffitto è caratterizzato da volte scolpite in maniera tale da simulare una cupola con croce greca nell'area presbiteriale e un rivestimento a cassettoni nell'aula, a imitazione delle chiese in superficie. La cripta era in origine interamente affrescata come si evince dalle tracce pittoriche rimaste. Nell'abside centrale trova spazio la raffigurazione della Vergine col Bambino affiancata da due Angeli risalente al XII secolo. Anche nella nicchia che si apre sul lato destro rimangono frammenti di figure, tra cui un santo vescovo. Nel 1780 sulla cripta è stata edificata la piccola chiesa dedicata a san Vincenzo Ferreri caratterizzata da una lineare facciata a capanna e da un semplice portale.

#### Abbazia di Centoporte

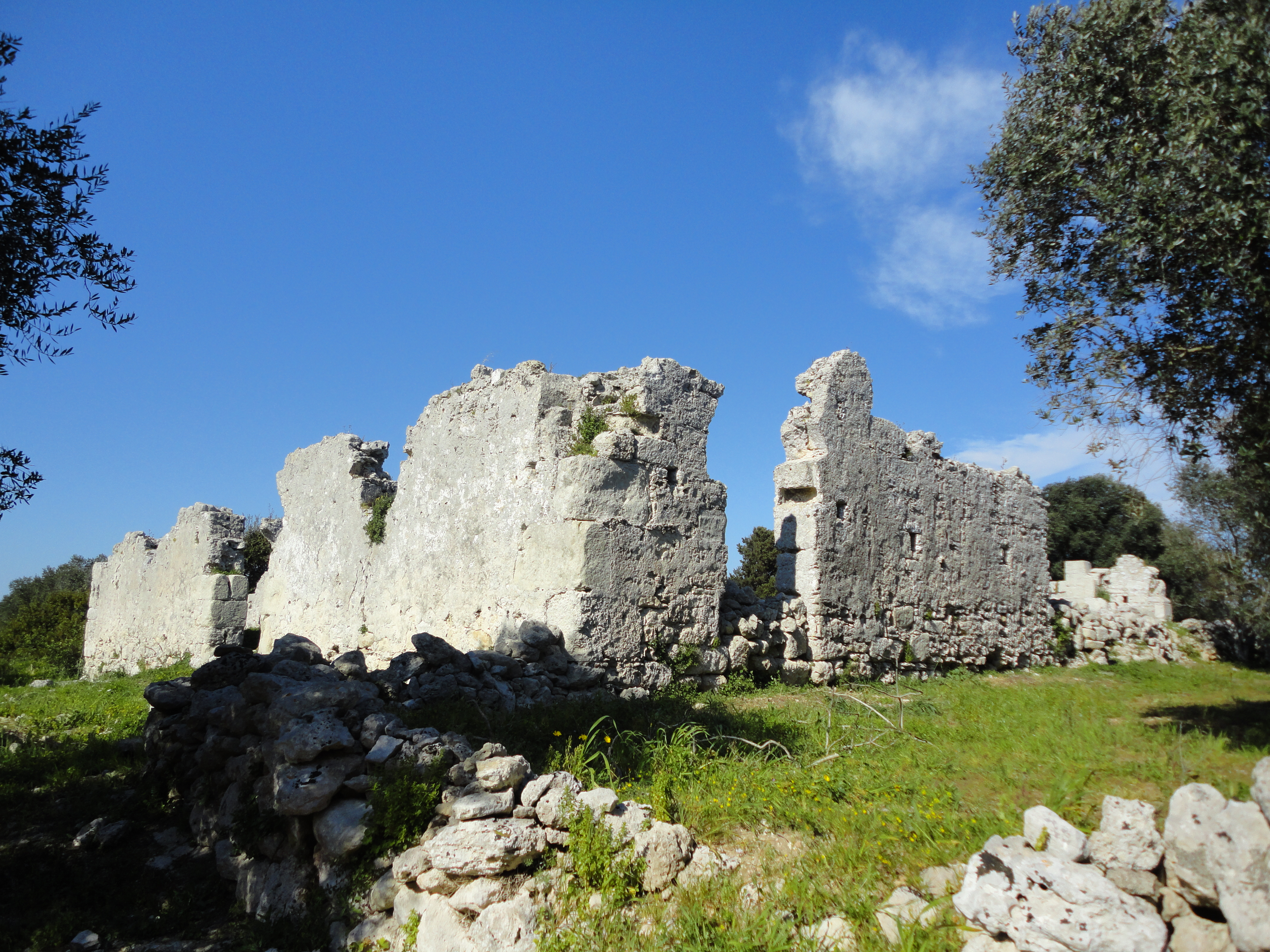
Ruderi dell'abbazia

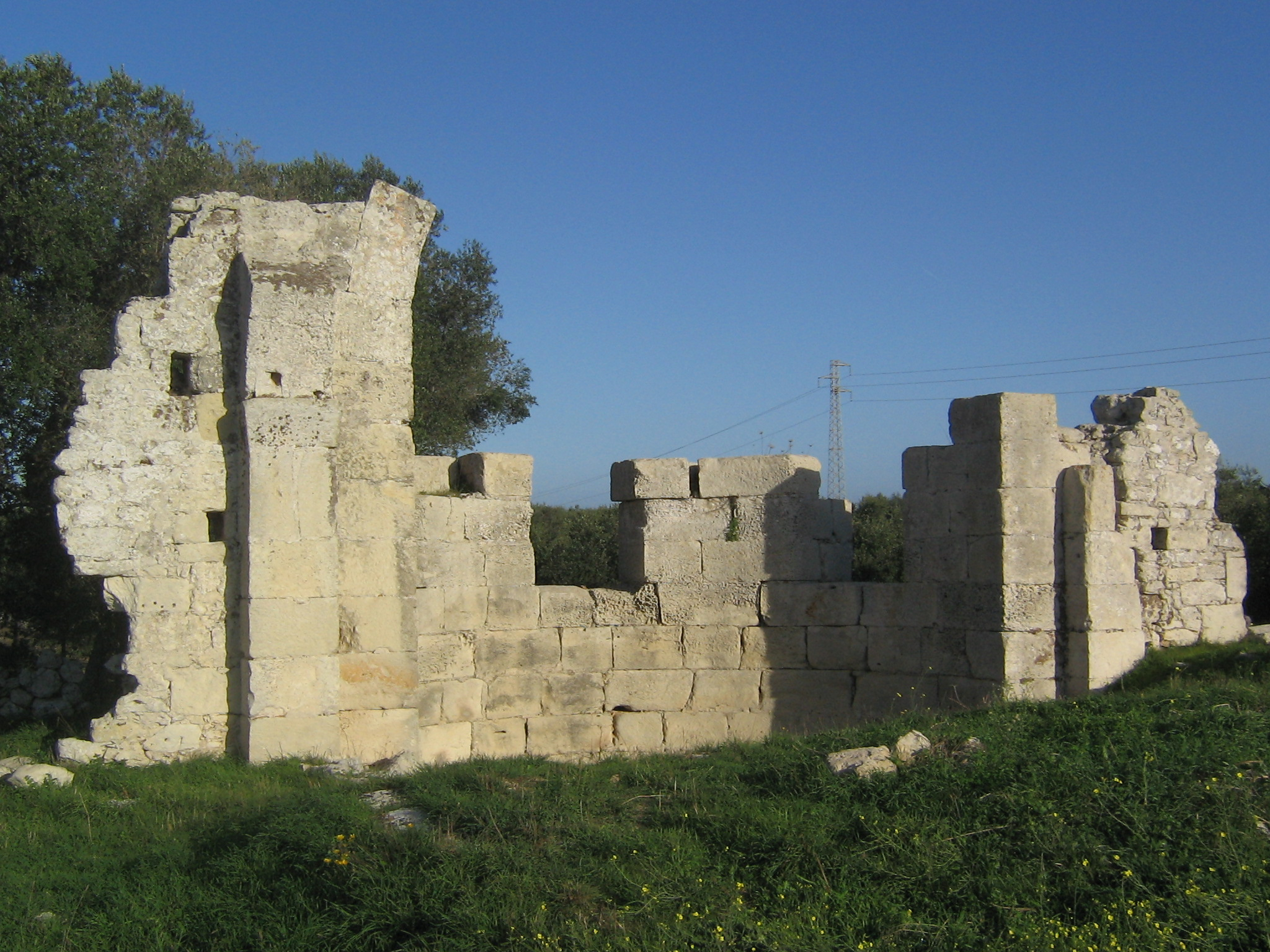
L'abside del corpo abbaziale

La Basilica dei Santi Cosma e Damiano o abbazia di Centoporte, in alcuni documenti denominata Sant'Arcangelo de Casulis, è una costruzione medievale appartenuta dapprima ai monaci basiliani e in seguito ai benedettini. Il nome deriva dalle numerose finestre ancora visibili nei suoi ruderi.
I resti della basilica fanno ritenere che essa sia stata costruita sul modello della chiesa monastica di San Giovanni di Studion in Costantinopoli. Una serie di indizi suggeriscono che fosse dedicata ai santi Medici Cosma e Damiano, particolarmente venerati da Giustiniano.
Fu edificata come chiesa basilicale a tre navate con abside poligonale e nartece, intorno alla prima metà del VI secolo. Ciò che rimane dell'abbazia è una parte dell'abside, costruita con massi di pietra arenaria locale e i ruderi dei muri perimetrali. Questo imponente edificio, lungo oltre 31 metri e largo quasi 11, era dotato di un vestibolo all'ingresso.
La copertura, costituita da tegole, era a spioventi, con una parte più alta che copriva la navata centrale e due più basse nelle navate laterali. Le navate erano divise da una fila di colonne, così come si nota da alcune fotografie scattate prima del 1961. L'impianto della chiesa otrantina deve riconnettersi ad una committenza proveniente direttamente da Bisanzio. La planimetria dei Santi Cosma e Damiano mostra tangenze dirette con la basilica di Butrinto del VI-VII sec. nell'attuale Albania a tre navate con abside estradossata, la cui forma esterna si presenta poligonale come nella Basilica di Giurdignano.

### Architetture civili

#### Palazzo baronale

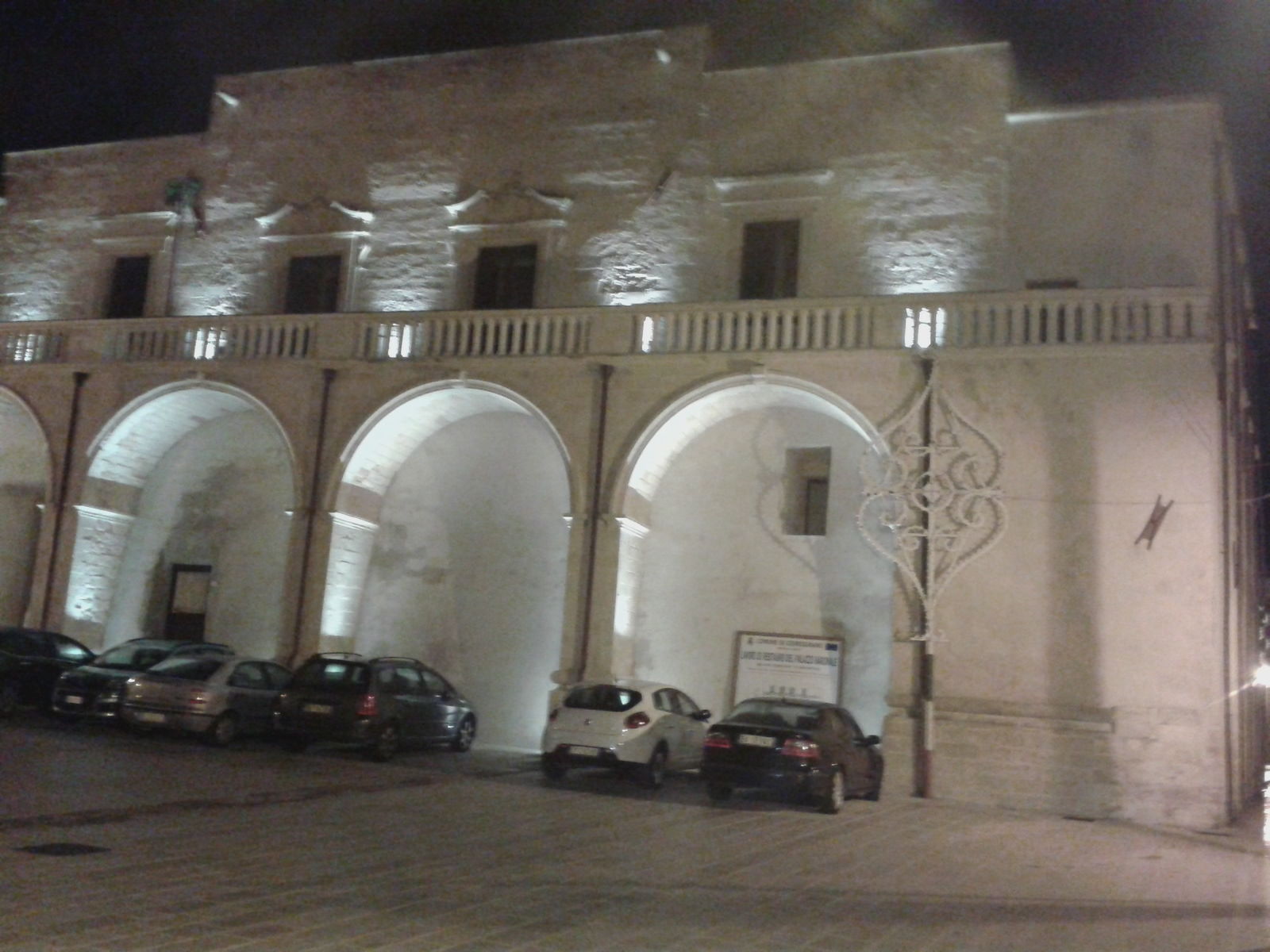
Palazzo baronale Giurdignano notturno

Il Palazzo baronale, situato in piazza Municipio, risale agli inizi del XVI secolo e fu edificato come luogo fortificato contro le incursioni dei Saraceni. Nel 1600 fu addossato un nuovo corpo di fabbrica e fu dotato di fossato. Abitato dalle varie famiglie che si succedettero nel corso dei secoli, dal XIX secolo fu dimora dei feudatari Alfarano Capece. Attualmente è di proprietà del Comune.
Il palazzo si presenta con un portale bugnato ad arco a tutto sesto, sormontato da uno stemma reso illeggibile dagli agenti atmosferici. Superato l'ingresso, si accede nel cortile interno caratterizzato da due arcate che reggono una lunga balconata barocca. Mediante una ripida scala si accede ai piani nobili, le cui stanze sono finemente decorate con stucchi e affreschi.

### Siti archeologici

#### Menhir
- Menhir Madonna di Costantinopoli

È posto nelle immediate vicinanze dell'omonima chiesetta. Alto circa 3 m, presenta dimensioni di base pari a  m 0,33 x 0,29 e le facce più larghe orientate sull'asse est-ovest. In pietra leccese, sorge su di un rialto roccioso ed è leggermente inclinato di 15° circa verso N. Il menhir ha le facce smussate e si rastrema verso l'alto. In sommità termina con uno zoccolo parallelepipedo, probabile base per una croce che attesta la cristianizzazione del monolite. Numerose tacche sono visibili sugli spigoli.
- Menhir San Paolo

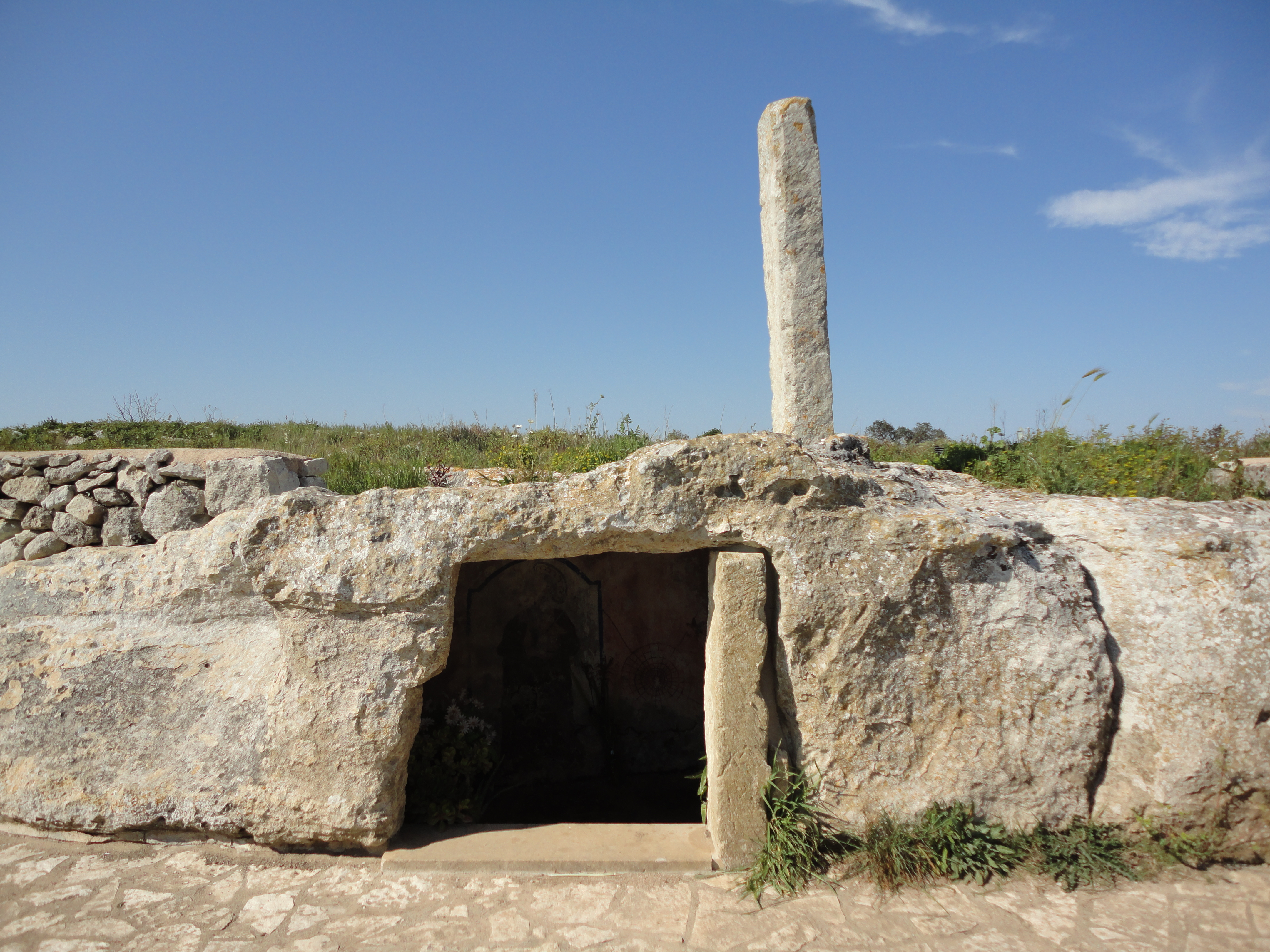
Menhir San Paolo

Il menhir San Paolo è alto circa 2,25 m, ha dimensioni di base pari a  m 0,35 x 0,29 e presenta le facce smussate. L'orientamento delle facce più larghe è sull'asse est-ovest. Sorge su uno sperone roccioso entro il quale è stata scavata la cripta di San Paolo. Lo spigolo a N presenta sette tacche a distanza regolare. In sommità è visibile una buca di circa 25 cm probabile alloggio di una croce.
Il suo nome deriva dalla sottostante grotta bizantina dedicata a san Paolo. Interessante è tale sovrapposizione di monumenti che denota anche la stratificazione e l'integrazione nei secoli a usi religiosi e credenze popolari: nella grotticella è visibile un affresco che rappresenta la taranta, il famoso ragno velenoso che ammorba con il suo morso le donne, le "Tarantate" di cui san Paolo è il protettore.
- Menhir Monte Tongolo

È un residuo molto piccolo di menhir. Si trova in contrada Pustacchi, a circa 3 km dal paese, quasi all'incrocio con la statale Maglie-Otranto. Di questo esemplare ne rimane un masso alto 50 cm e le facce 30 x 20 cm. Le più strette sono orientate secondo l'asse Est-Ovest. Venne trovato dal Palumbo nel 1951.
- Menhir Vico Nuovo 1 e 2

Si tratta di due menhir adiacenti quasi identici, abbattuti e successivamente restaurati e ricollocati in piazzetta Vico Nuovo. Quello di sinistra è rotto in tre blocchi e sbozzato in sommità, con evidenti segni di restauro. È alto 250 cm e presenta un fusto ottagonale con lati di 10 e 13 cm. Il menhir di destra è rotto in due blocchi e mostra evidenti segni di restauro e numerosi licheni. Di pianta quadrata (28 x 28 cm), si eleva per 2,4 m.
- Menhir Croce della Fausa

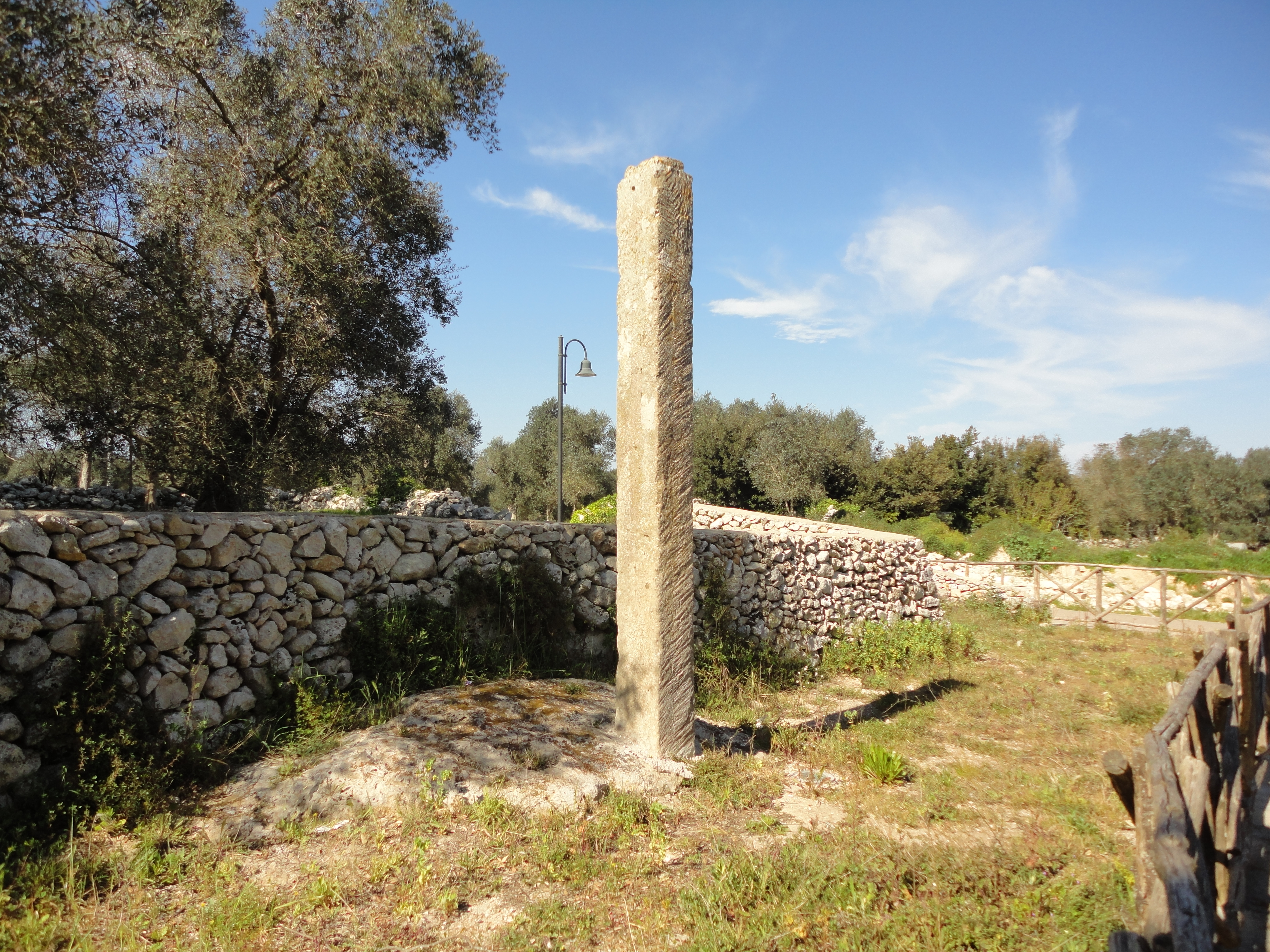
Menhir Vicinanze 1

Il menhir prende il nome da una grotta adiacente, catalogata da Cosimo De Giorgi. È collocato al centro di uno slargo in via San Cosma su uno sperone roccioso alto 2 m, dal quale si eleva di ulteriori 3,10 m. Profondamente attaccato da formazioni di licheni, presenta una forma di parallelepipedo allungato con le facce di dimensioni 58 x 20 cm. È lungo l'asse nord-sud.
- Menhir San Vincenzo

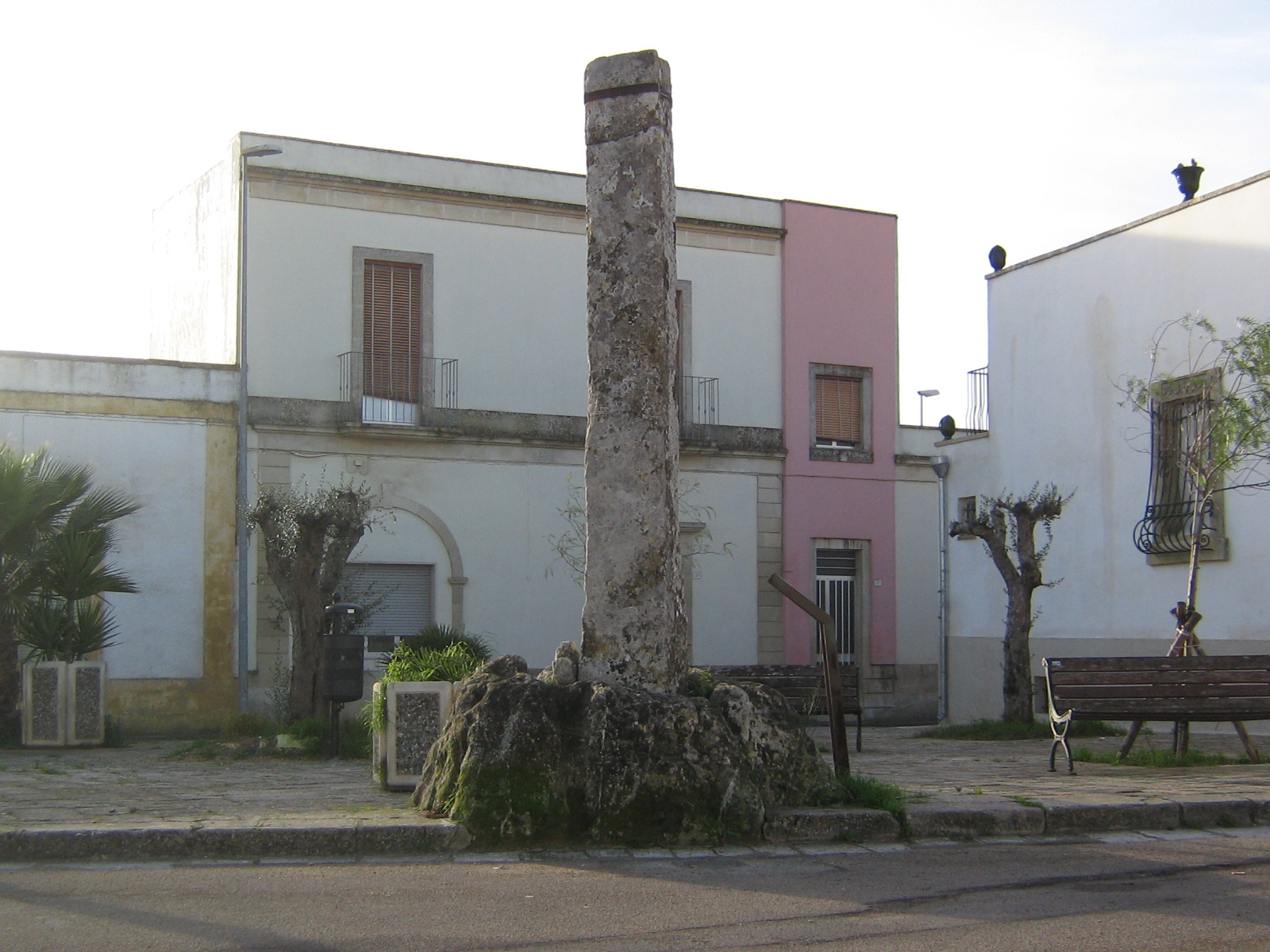
Menhir San Vincenzo

Il menhir San Vincenzo è uno dei monumenti megalitici più alti del territorio giurdignanese. Alto circa 3,50 m, poggia su un banco roccioso e misura alla base cm 45 x 30. È posto nel centro del paese a poca distanza dalla cripta bizantina di San Salvatore. Presenta una sommità rastremata con una fasciatura metallica di consolidamento.
- Menhir Palanzano

È un menhir posto presso l'omonima masseria, lungo la linea ferroviaria Lecce-Otranto. Alto 3,50 m, misura alla base  cm 50 x 35; presenta numerose smussature lungo gli spigoli e una croce graffita sul lato est.
- Menhir Madonna del Rosario

Difficilmente riconoscibile come menhir a causa della sua trasformazione in colonna votiva ottagonale con scalanature. Il monumento presenta segni di precedente rottura in tre tronconi ed è alto 300 cm circa. La base quasi rettangolare (34 x 36 cm) si raccorda col fusto ottagonale scanalato.
- Menhir Vicinanze 1

Il menhir prende il nome da un casale rupestre denominato Vicinanze. È alto circa 3 m e ha dimensioni di base pari a  m 0,42 x 0,30. L'orientamento delle facce più larghe è sull'asse est-ovest. Il menhir certamente è stato utilizzato nel medioevo come Osanna, come si può facilmente evincere dalla presenza di un incasso alla sommità che doveva accogliere una croce. Questo particolare, attesta la cristianizzazione dei menhir: intorno a queste strutture si svolgevano funzioni di tipo religioso. La Domenica delle Palme, infatti, si svolgevano delle processioni che terminavano dinanzi ai menhir. Sulla faccia anteriore, inoltre, sono visibili due croci che attestano una pratica particolarmente diffusa in età medievale.

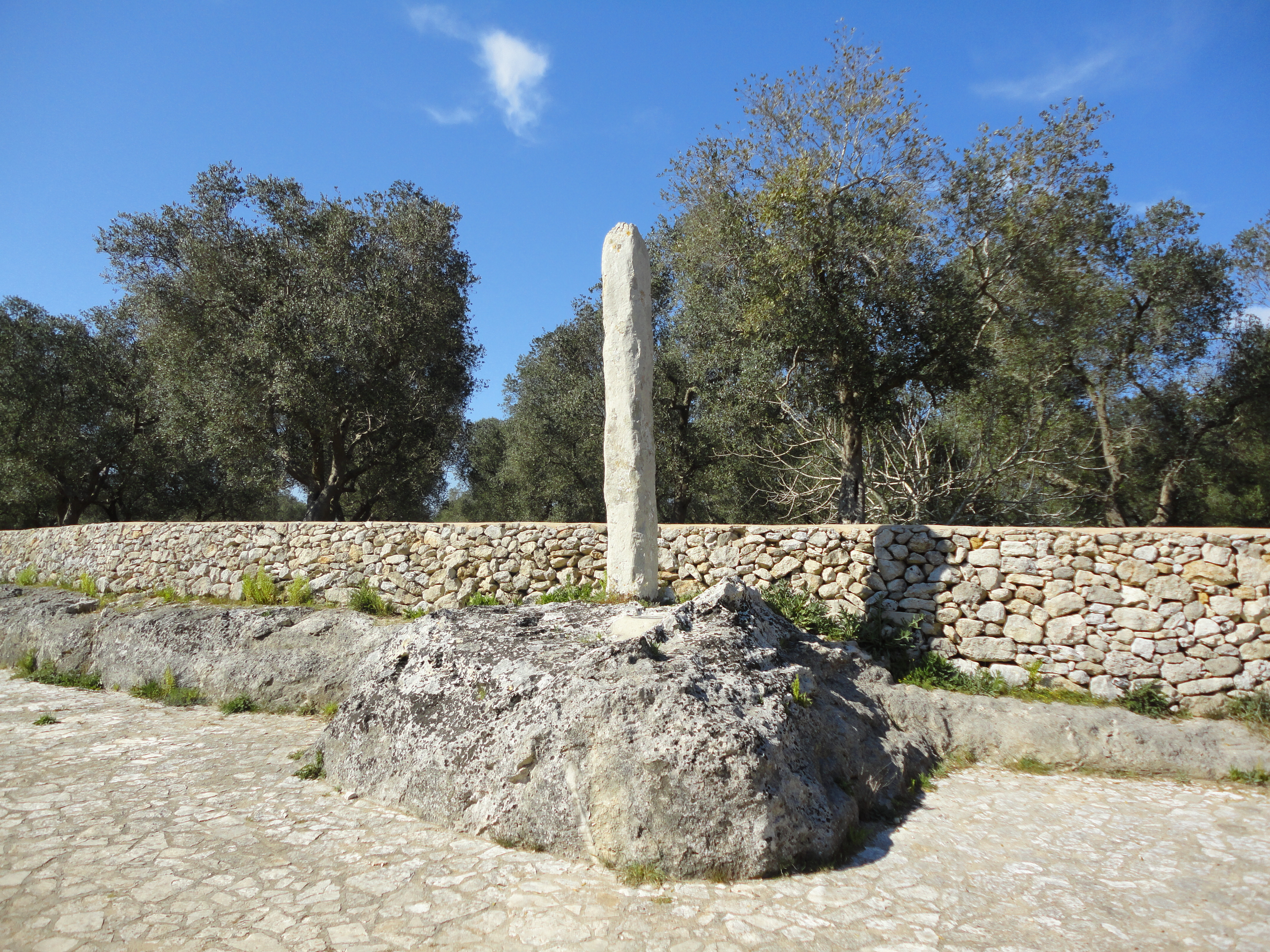
Menhir Vicinanze 2

Nei pressi del menhir sono visibili 5 silos, definiti fogge: si tratta di buche scavate nel banco roccioso, dalla caratteristica forma a bottiglia o a campana che servivano per lo stoccaggio delle granaglie.
- Menhir Vicinanze 2

Il menhir si eleva di 300 cm su uno sperone roccioso, a sua volta alto 150 cm e sorge in prossimità del menhir Vicinanze 1. Ha dimensioni di base pari a  m 0,32 x 0,37. Le facce si presentano smussate, in parte molto probabilmente dai segni del tempo.
Il Palumbo, studioso locale, così scrive di questo menhir: "L'avevo visto in piedi nel 1930 ma quando il 20 maggio 1931 tornai sul luogo per fotografarlo, lo trovai spezzato in due avendo ceduto, come mi dissero, agli agenti atmosferici. In seguito e propriamente il 24 maggio 1951, fotografai i due frammenti. Questa colonna fu risollevata dopo oltre 22 anni, il 19 giugno 1953 per interessamento da me svolto presso la Soprintendenza alle Antichità della Puglia e del Materano. Lo fotografai così rimesso in piedi il 29 stesso mese di giugno e detti notizia del suo ripristino a mezzo della stampa, come ho sempre fatto..."'

#### Dolmen
- Dolmen Grassi

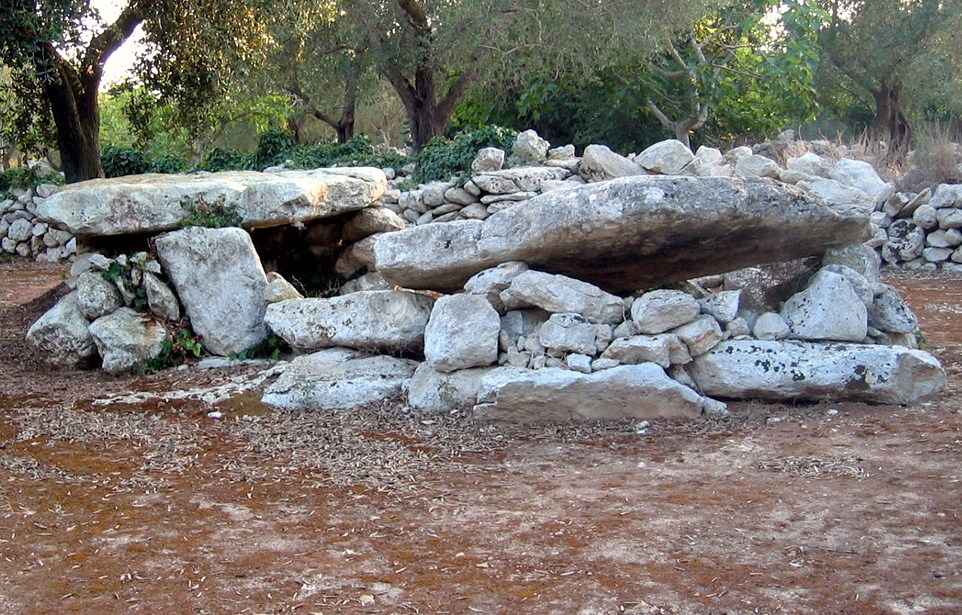
Dolmen Grassi

Si tratta di due dolmen contrapposti a distanza di 140 cm l'uno dall'altro, di cui uno solo risulta essere ancora integro. Il dolmen dell'area a N presenta il lastrone di copertura crollato all'interno della cella e una conseguente rotazione degli ortostati dalla posizione originale. Il megalite a S, invece, ha la lastra di copertura intera (190 x 150 cm) e poggiante su pietre sovrapposte e su un piedritto monolitico a E. Tale dolmen alto 90 cm presenta un ingresso a N.
- Dolmen Chiancuse

Di questo imponente dolmen crollato su se stesso, è ben visibile il lastrone di copertura (220 x 180 cm) con uno spessore medio di 20 cm. Dei sette ortostati segnalati dal De Giorgi oggi ne sono visibili solo tre. L'ingresso del dolmen presentava un'apertura orientata a NE.
- Dolmen Peschio

Il dolmen è stato rinvenuto da Micalella e Maggiulli nel 1910 mimetizzato in un'area piena di banchi rocciosi affioranti. Del dolmen rimangono visibili solo due ortostati e il lastrone di copertura (200 x 160 cm) con spessore variabile dai 12 ai 20 cm, sulla cui superficie è ben visibile sul suolo accanto ad un ortostato, quello a W, invece, su un affioramento roccioso. L'apertura è orientata a SW.
- Dolmen Orfine

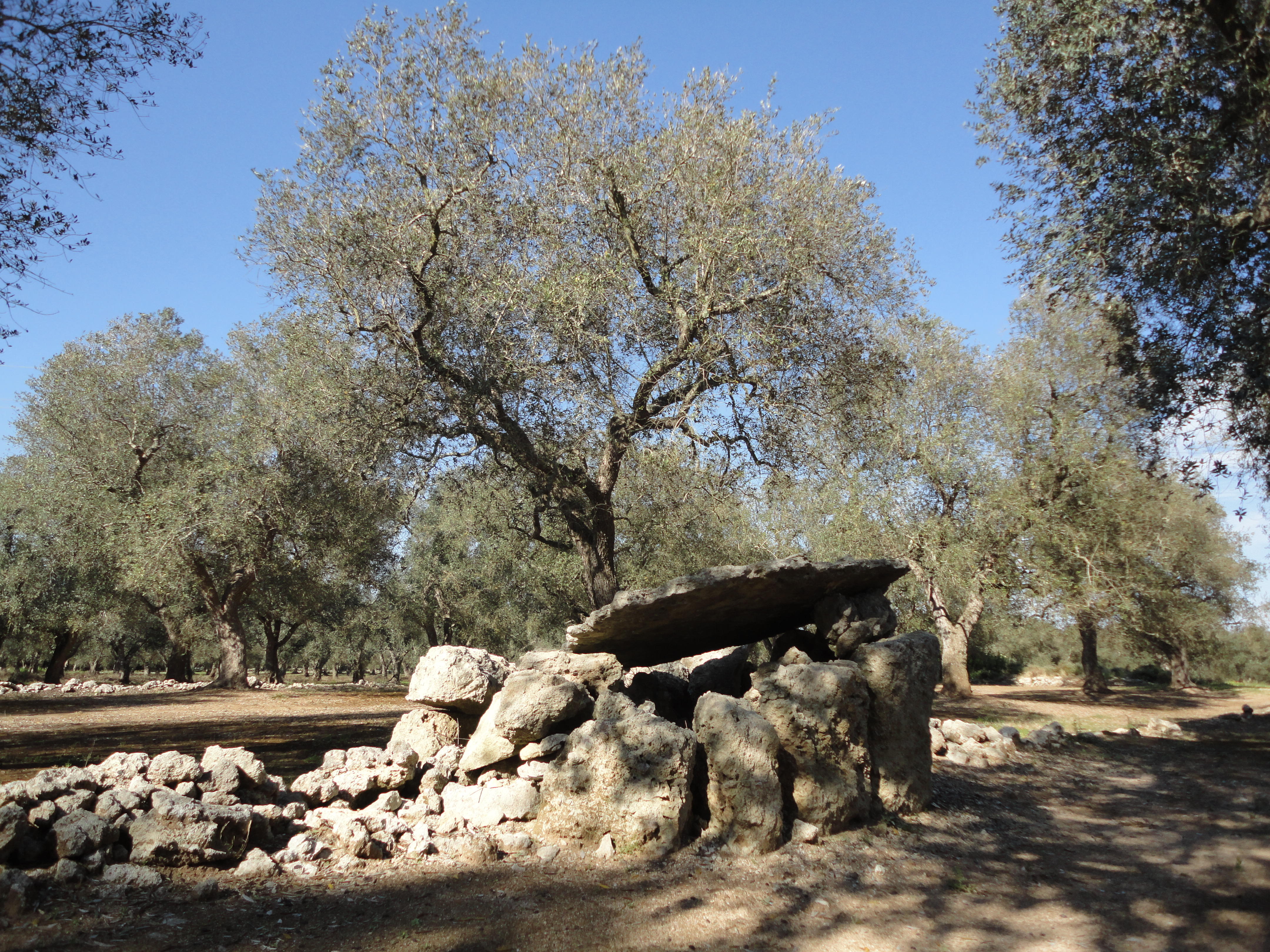
Dolmen Santa Barbara

Del megalite rimane la parte terminale e la lastra di copertura rotta in due parti. Metà di tale lastrone poggia su uno sperone roccioso affiorante e su due piedritti a pietre sovrapposte, mentre l'altra metà è al suolo insieme ad alcuni ortostrati. L'altezza del dolmen è di 100 cm e l'ingresso è orientato a NE.
- Dolmen Gravasce

Il dolmen, come descritto dal De Giorgi nel 1911, poggia su due macigni e su un terzo piedritto composto di pietre in sovrapposizione. Si eleva di 70 cm dal piano di campagna e presenta una lastra di copertura irregolare (160 x 200 cm). L'ingresso è orientato a N.
- Dolmen Santa Barbara'
- Dolmen Sferracavalli
- Dolmen Paolo Niuri

### Altro

#### Colonna di San Rocco
La colonna votiva di san Rocco, situata nella centrale piazza Municipio, fu eretta nel 1772. È realizzata in pietra leccese e accoglie alla sommità una statua policroma di san Rocco. Secondo la tradizione locale fu voluta dal capitano di una nave che la edificò come ex voto per aver avuto in salvo la vita dopo una terribile pestilenza che aveva decimato il suo equipaggio.

#### Trappitello del Duca
Il Trappitello del Duca è un antico frantoio ipogeo realizzato nel 1518. Utilizzato per oltre tre secoli e mezzo, cessò la sua attività solo nel 1940. All'ambiente sotterraneo si accede attraverso una scalinata coperta da volta a botte. Il grande vano ipogeo accoglie ancora tutti gli strumenti tradizionali utili alla produzione dell'olio (macina, sciave, torchi, ecc...).

## Società

### Evoluzione demografica
Abitanti censiti

### Etnie e minoranze straniere
Al 31 dicembre 2020 a Giurdignano risultano residenti 51 cittadini stranieri. La nazionalità più rappresentata è:

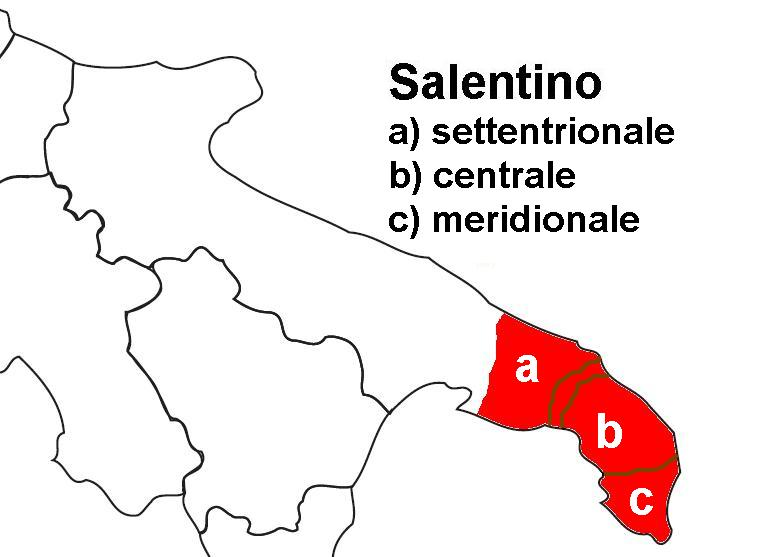
Diffusione del dialetto salentino

- Romania - 20

### Lingue e dialetti
Il dialetto parlato a Giurdignano è il dialetto salentino nella sua variante meridionale. Il dialetto salentino, appartenente alla famiglia delle lingue romanze e classificato nel gruppo meridionale estremo, si presenta carico di influenze riconducibili alle dominazioni e ai popoli stabilitisi in questi territori nei secoli: messapi, greci, romani, bizantini, longobardi, normanni, albanesi, francesi, spagnoli.

### Tradizione e folclore

#### Tavole di San Giuseppe
Le Tavole di San Giuseppe si allestiscono il 18 e il 19 marzo in occasione della festa di san Giuseppe. Le famiglie devote approntano delle grandi tavole imbandite con grossi pani circolari a forma di ciambella, raffiguranti alcuni simboli (il giglio, il rosario, etc.) che rappresentano i "santi" che fanno parte della tavola. Il numero dei "santi" è sempre dispari e va da un minimo di tre (la Madonna, San Giuseppe e Gesù bambino) ad un massimo di tredici e vengono interpretati da persone care alla famiglia che allestisce. La sera del 18 marzo, dopo la processione e la benedizione delle tavole, a tutti i visitatori, sono offerte le tradizionali "pucce" benedette. A mezzogiorno del 19 marzo avviene la consumazione delle pietanze. Il devoto che ha allestito la tavola bacia per primo i grossi pani, che dovranno essere poi baciati dal "San Giuseppe" prima di essere consegnati ai "santi". Anche le altre pietanze sono servite prima a colui che interpreta San Giuseppe e poi agli altri "santi". Per tradizione la Madonna deve essere interpretata da una ragazza nubile.
Queste tavole vengono realizzate a Giurdignano e nei paesi vicini di Uggiano la Chiesa, Casamassella, Cocumola, Minervino di Lecce e Giuggianello. L'usanza è praticata anche nei comuni tarantini di Lizzano e San Marzano di San Giuseppe.

## Cultura

### Istruzione

#### Biblioteca
- Biblioteca Civica

#### Scuole
Nel comune di Giurdignano hanno sede una Scuola dell'infanzia, una Scuola primaria e una scuola secondaria di primo grado, facenti parte dell'Istituto Comprensivo Statale di Uggiano la Chiesa.

### Eventi

#### Festa di San Rocco
La festa di San Rocco, protettore del paese, si svolge annualmente il 17 agosto. Durante i giorni di festa le strade e la piazza del paese vengono addobbate con le caratteristiche luminarie delle ditte artigianali locali. Sono previsti concerti bandistici e l'esibizione di un noto cantante nazionale.

#### Festa e fiera della Madonna del Rosario
I festeggiamenti in onore della Madonna del Rosario si svolgono durante il primo fine settimana di ottobre. Sono presenti numerosi stand gastronomici e si esibiscono vari gruppi musicali. Nella mattinata di Domenica è attivo il mercato tipico, istituito nel 1955, in cui si vendono il bestiame, attrezzi agricoli e oggetti vari.

## Economia
Nell'economia della Puglia Giurdignano incide prevalentemente nel settore agricolo e turistico. In particolare l'agricoltura si basa sulla coltivazione dell'ulivo e del grano. Nell'aprile del 2011 è stato dichiarato comune ad economia turistica dalla Regione Puglia. La favorevole posizione, a pochi chilometri dalla costa adriatica di Otranto, ha contribuito alla crescita e allo sviluppo di strutture e servizi legati al settore turistico. È particolarmente frequentato per la presenza del parco megalitico di menhir e dolmen.

## Infrastrutture e trasporti

### Strade
I collegamenti stradali principali sono rappresentati da:
- Strada statale 16 Adriatica Adriatica Lecce-Maglie-Otranto

Il centro è anche raggiungibile dalle strade provinciali interne:
- Strada Provinciale 58 Giurdignano-Casamassella
- Strada Provinciale 155 Giurdignano-Minervino di Lecce
- Strada Provinciale 277 Giurdignano-Otranto

### Ferrovie
Il comune era servito dall'omonima stazione ferroviaria, situata fuori dal centro abitato, posta sulla linea ferroviaria Maglie-Otranto delle Ferrovie del Sud Est.

## Amministrazione
Di seguito è presentata una tabella relativa alle amministrazioni che si sono succedute in questo comune.
| Periodo         | Periodo         | Primo cittadino       | Partito              | Carica      | Note   |
| --------------- | --------------- | --------------------- | -------------------- | ----------- | ------ |
| 5 giugno 1985   | 23 maggio 1990  | Antonio D'Alba        | Democrazia Cristiana | Sindaco     | [ 16 ] |
| 23 maggio 1990  | 4 maggio 1992   | Luigi Lanzilao        | lista civica         | Sindaco     | [ 16 ] |
| 12 maggio 1992  | 24 aprile 1995  | Oronzo Micolani       | lista civica         | Sindaco     | [ 16 ] |
| 24 aprile 1995  | 14 giugno 1999  | Oronzo Micolani       | lista civica         | Sindaco     | [ 16 ] |
| 14 giugno 1999  | 7 febbraio 2003 | Salvatore Mitello     | centro-destra        | Sindaco     | [ 16 ] |
| 7 febbraio 2003 | 27 maggio 2003  | Claudio Sergi         |                      | Comm. pref. | [ 16 ] |
| 27 maggio 2003  | 15 aprile 2008  | Donato Fanciullo      | centro-destra        | Sindaco     | [ 16 ] |
| 15 aprile 2008  | 27 maggio 2013  | Donato Fanciullo      | lista civica         | Sindaco     | [ 16 ] |
| 27 maggio 2013  | 10 giugno 2018  | Monica Laura Gravante | lista civica         | Sindaco     | [ 16 ] |
| 10 giugno 2018  | 15 maggio 2023  | Monica Laura Gravante | lista civica         | Sindaco     | [ 16 ] |
| 15 maggio 2023  | in carica       | Monica Laura Gravante | lista civica         | Sindaco     | [ 16 ] |